# 克里斯蒂安·戈特弗里德·丹尼尔·内斯·冯埃森贝克
克里斯蒂安·戈特弗里德·丹尼尔·内斯·冯埃森贝克（德語：Christian Gottfried Daniel Nees von Esenbeck，1776年2月14日—1858年3月16日）是德国植物学家。他描述了约7000种植物（几乎和林奈一样多）。他最后一个官方的任职是利奥波第那科学院的主席，期间他接受了查尔斯·达尔文的加入。此外，他还是众多植物学和动物学专著的作者。他最著名的作品是关于真菌的。

## 生平
丹尼尔·内斯·冯埃森贝克出生于赖谢尔斯海姆附近的小镇。他先在达姆施塔特上学，之后去往耶拿，1800年获得了医学学士学位。刚开始，他作为弗兰西斯一世的医生，但之后他对大学期间遇到的植物学更感兴趣，最终还是回到了学术界。1816年，他加入了欧洲最富盛名的学术机构之一的利奥波第那科学院。1817年，他在埃尔兰根被任命为植物学教授。三年后，他在波恩担任自然历史教授，并建立了波恩植物园。1831年，他被任命为布雷斯劳大学的植物学主席。1818年，他当选为利奥波第那科学院主席。
1848年，他参与了政治运动。1851年，由于与政府间的冲突，他的教授职务及在布雷斯劳的退休金被剥夺。七年后，丹尼尔·内斯·冯埃森贝克穷困潦倒的死于布雷斯劳。

## 著作
- De Cinnamomo disputatio（1843年）
- Agrostologia brasiliensis（1829年）
- Genera et species Asterearum（1833年）
- Systema Laurinarum（1836年）
- Florae Africae australioris illustration monographicae Gramineae（1841年）
- Die Algen des süßen Wassers, nach ihren Entwickelungsstufen dargestellt（1814年）
- Das System der Pilze und Schwämme（1816年）
- Naturgeschichte der europäischen Lebermoose mit Erinnerungen aus dem Riesengebirge（1833年至1838年，4卷）
- Bryologia germanica（1823年至1831年，2卷43版）
- Synopsis hepaticarum（1844年至1847年）
- Hymenopterorum Ichneumonibus affinium monographiae（1834年，2卷）
- System der spekulativen Philosophie, Band 1
- Die Naturphilosophie（1841年）
- Die allgemeine Formenlehre der Natur（1852年）
- Vorlesungen zur Entwickelungsgeschichte des magnetischen Schlafs und Traums（1820年）

## 扩展阅读
- German language site devoted to Nees von Esenbeck; includes extensive biography （页面存档备份，存于）
- （德文） . Nees-Institut für Biodiversität der Pflanzen.   [2008-07-24]. （原始内容存档于2007-06-11）.